# Волтерсдорф (Берлин)
Волтерсдорф (њем. Woltersdorf) општина је у њемачкој савезној држави Бранденбург. Једно је од 38 општинских средишта округа Одер-Шпре. Према процјени из 2010. у општини је живјело 7.831 становника. Посједује регионалну шифру (AGS) 12067544.

## Географски и демографски подаци
Волтерсдорф се налази у савезној држави Бранденбург у округу Одер-Шпре. Општина се налази на надморској висини од 50 метара. Површина општине износи 9,1 km². У самом мјесту је, према процјени из 2010. године, живјело 7.831 становника. Просјечна густина становништва износи 859 становника/km².